# IC 2182
IC 2182 ist eine Spiralgalaxie vom Hubble-Typ S im Sternbild Zwillinge auf der Ekliptik. Sie ist schätzungsweise 555 Millionen Lichtjahre von der Milchstraße entfernt und hat einen Durchmesser von etwa 85.000 Lichtjahren.

Im selben Himmelsareal befindet sich u. a. die Galaxie IC 2181.
Das Objekt wurde am 7. Februar 1896 von Stéphane Javelle entdeckt.